# Amorphophallus amygdaloides
Amorphophallus amygdaloides är en kallaväxtart som beskrevs av Wilbert Leonard Anna Hetterscheid och Sizemore. Amorphophallus amygdaloides ingår i släktet Amorphophallus och familjen kallaväxter. Inga underarter finns listade.